# Yulia Samóilova
Julia Samoylova (en ruso: Юлия Олеговна Самойлова; n. Ujtá, Komi, Rusia, 7 de abril de 1989) es una cantante rusa.
Desde niña, Samoylova comenzó a tener un problema motor en las piernas debido a una atrofia muscular espinal por lo que ha tenido que usar silla de ruedas desde su infancia.
Saltó a la fama tras ser la subcampeona del programa "Faktor A" (versión rusa de Factor X).
En 2017 fue elegida como la representante de Rusia en el Festival de la Canción de Eurovisión 2017 con su canción "Flame Is Burning", aunque su actuación en el país ucraniano no estaba garantizada. El gobierno de Ucrania le impuso un veto de tres años por haber actuado en Crimea tras su anexión a Rusia. Finalmente, Rusia no pudo participar en la edición de 2017 de Eurovisión y no se emitió el concurso en el país.
Julia representó a Rusia para el Festival de la Canción de Eurovisión 2018 en Portugal. El 30 de enero de 2018 fue confirmada su participación por el Canal 1 de Rusia. El 11 de marzo presentó la balada 'I Won't Break' con la que defendió a su nación en el festival eurovisivo, pero no pasó a la final. Aunque la intérprete suele componer la música y letra de sus canciones, en este segundo intento participó con un tema de Leonid Gutkin, compositor de otros representantes rusos en Eurovisión, que le ha realizado un tema con tintes autobiográficos.